# La chica del gato (obra de teatro)
La chica del gato es una obra de teatro escrita por Carlos Arniches y estrenada en el Teatro Eslava, de Madrid, en 1921.

## Argumento
Eulalia y Eufrasio son unos desaprensivos hampones de los bajos fondos que acogen en su hogar a la huérfana Guadalupe con el único objetivo de utilizarla para sus fechorías. Guadalupe, desesperada, decide escapar de esa situación con su gato y su jilguero. Encuentra trabajo en casa de unos señores acomodados y conoce a una amiga a la que le cuenta su historia y al final la pone a trabajar en su casa de doméstica.

## Representaciones
La obra fue estrenada en el Teatro Eslava de Madrid el 15 de abril de 1921, con actuación de Catalina Bárcena en el papel de Guadalupe.

## Adaptaciones
La pieza ha sido trasladada al cine en tres ocasiones:
- La chica del gato (1927)
- La chica del gato (1943)
- La chica del gato (1964)

Para televisión, se adaptó en 1966, en el espacio de TVE Estudio 1, con actuación de Lina Morgan, Juanito Navarro, María Luisa Merlo, Carlos Larrañaga, Manuel Galiana, Mariano Ozores, Luchy Soto, Mari Carmen Yepes y Blanca Sendino.